# 日常言語学派
日常言語学派（にちじょうげんごがくは、英: ordinary language philosophy）は、伝統的な哲学的問題を、言葉が日常的な用法で実際に何を意味していたのかが哲学者たちによって歪められ、あるいは忘れられることにより、増大した勘違いに由来するものだとする言語哲学の学派。  
このアプローチは概して「日常的」言語の日々の使用の詳細に対する関心を閉じるためにの哲学的「理論」を回避することを伴う。「オックスフォード学派」と呼ばれることもあるが、これは20世紀半ばの数多くのオックスフォード大学の教授陣の著作と一般的に結び付けられていることによる。その教授陣とは、主にジョン・L・オースティン、他にギルバート・ライル、ハーバート・ハート、ピーター・フレデリック・ストローソンといった人々である。後にはルートヴィヒ・ヴィトゲンシュタインが、オックスフォードの範囲からは外れるものの、当学派のもっとも有名な支持者となった。第二世代に含まれる人物としては、スタンリー・キャベル、ジョン・サールがいる。
ヴィトゲンシュタイン研究者のアンソニー・クリフォード・グレイリングは、ヴィトゲンシュタインの著作が二番手もしくは三番手の20世紀半ばに支配的であった言語への哲学的関心を演じたのかもしれないという事実にもかかわらず、ギルバート・ライル他日常言語学派に含まれる人物のうちだれもヴィトゲンシュタイン派ではないと確信していた。さらに重要なこととして、グレイリングは「彼らのうち大部分は概してヴィトゲンシュタイン後期の思想の影響を受けておらず、後期ヴィトゲンシュタインに対して活発な敵対活動を行っているものもいる」と断言している。 
学派の名称はこの学派のアプローチと、分析哲学において支配的で、今日の理想言語学派（ideal language philosophy）と呼ばれているような、哲学的問題を解決する上での言語の役割に対する以前の観点との対比に由来する。日常言語学派は1930–1970年代には大きな哲学的潮流を形成したし、今日でも哲学の中で重要な勢力である。

## 歴史
初期の分析哲学では日常言語に対してあまり肯定的な見解を持っていなかった。バートランド・ラッセルは哲学的にあまり重要ではないものとして言語を排除しがちであり、とくに日常言語については混乱しすぎていて形而上学的・認識論的問題を解決する助けにはならないものであると考えて排除しがちであった。ゴットロープ・フレーゲ、ウィーン学団(特にルドルフ・カルナップ)、初期のヴィトゲンシュタイン、それにウィラード・ヴァン・オーマン・クワイン 、これら皆、とくに近代的論理学の力を使うことで言語を改良しようとしていた。ヴィトゲンシュタインが『論理哲学論考』で示した見方は多かれ少なかれラッセルの、言語は、はっきりさせるために、世界を精確に表現するために、また私たちが哲学的問題をよりよく取り扱えるために改良されるべきだという考え方に同意するものであった。 
これと対照的に、後期ヴィトゲンシュタインは、彼の責務は言葉を形而上学的な領域から日常的な用法の領域へと取り返すことだとした。この圧倒的な変化によって彼が1930年代に執筆した未公刊の作品では日常言語はそれ自体として「悪い」ところは何もなく、多くの伝統的な哲学的問題は言語や関連する主題に対する誤解によってもたらされたまやかしだという考えが中心に据えられた。この考えの前半は以前の分析哲学の―ほぼ間違いなく、以前のすべての哲学の―アプローチの否定を導いた。後半は、哲学的問題を解決するよりもむしろ哲学的問題の現れを「解消」するために言語をその日常的な用例から注意深く観察することでそれに取って代わろうとすることを導いた。初め、日常言語学派は(言語的哲学派とも呼ばれていたが)分析哲学の拡張もしくは代替だとみなされていた。今日では「分析哲学」と言う言葉は標準化された意味で使われ、日常言語学派は論理実証主義に後続し、現在続いている分析哲学のまだ名前のついていない段階に先行する、分析哲学の流れの一段階であるとみなされている。. 
日常言語分析は概して1940年代のオックスフォードにおいて、オースティンとギルバート・ライルによって広がり、発展した。日常言語学分析は斜陽期を迎える以前、1960年代後半から1970年代前半にかけては非常に広く、そして急速に発展した。現在「日常言語学派は死んだ」と言われるのを聞くのは珍しくない。ヴィトゲンシュタインはおそらく言語的哲学の主だった人物の中ではただ一人以前と変わらぬ名声を保っている。一方、言語に注目することは現在の分析哲学でも最も重要な技法のひとつであるし、日常言語学派の多くの影響が多くの学派を通じて見出される。

## 中心的な思想
ヴィトゲンシュタインは、言葉の意味はその日常的な用法に存し、このために哲学者が抽象化された言葉で躓いたのだと考えた。日常言語の使用の文脈から離れて言葉を理解しようとすることで哲学は面倒事に突入したという考えはイングランドからやってきた(文脈主義を参照)。
例えば:何が「真実」であるか?哲学者たちは「真実」を確かなものを意味する名詞として扱う。数千年にわたって、彼らはこういったものについて議論してきた。いくつかの例では、人々は「Xが事実であるように見えるが、『真実』はYが事実である」という。この表現は、何らかの特別な様相ではXが真であるが我々の様相ではYが真であることを示すために使われる。それが本当に意味していることは、「Xは正しそうに見えるが、そう見えるということは何らかの方法で誤解をもたらす。今私はあなたに真実を告げよう:Yだ」ということである。つまり、「真実は」の意味は「しかしながら」に少し似ている。「問題の実のところは...」という句は同じ機能を持つ―聞き手の期待を用意する。さらに、私たちが「本物の鉄砲」について話すとき、真実の本性についての形而上学的な言明を口にしているわけではない。この鉄砲をおもちゃの鉄砲、嘘の鉄砲、想像上の鉄砲、その他と対比しているだけである。 
日常言語学派の人々が「真実とは何か?」とか「意識とは何か?」といった問題にも同様に適用しようという傾向を見せると、論争が起こった。この学派の哲学者は、私たちは(例えば)「真実」と言う言葉が表す「真実」は「物」「である」(同じ意味でテーブルやいすは「物」である)と決めてかかることはできないと主張する。代わりに、私たちは、「真実」や「物」といった言葉が日常言語で実際に機能する様々なやり方を観察しなければならない。私たちは研究した後に、ヴィトゲンシュタインが自分で作った「家族的類似」と言う概念を通して出会おうとしたもの(『哲学探究』を参照)、真実と言う言葉が一致する何等の実体も発見できない。それゆえに日常言語学派の人々は反本質主義的な傾向がある。もちろん、これは論争を呼ぶ観点であったし今もそうである。反本質主義とそれに結び付けられた言語的哲学は現状に批判的なフェミニズム、マルクス主義、その他の社会哲学者達に対する現代的な説明をするうえで重要である。真実を物と見なす本質主義者は、交互の真実の否定が交互の生活形態の否定と理解されるような領域で支配の計画と強く結びついていると主張されている。同様の主張が時々ポスト構造主義のような反本質主義的運動とともに日常言語学派にも伴う。

## 日常言語学派の重要な著作
- Austin, J. L. How to do things with Words, ed. J. O. Urmson and Marina Sbisa. Cambridge, MA: Harvard University Press, 1975.
- -----. "A Plea for Excuses". In Austin, Philosophical Papers, ed. J. O. Urmson & G. J. Warnock. Oxford: Oxford UP, 1961.
- -----. Sense and Sensibilia,  ed. G. J. Warnock. Oxford, Oxford University Press, 1962.
- Hanfling, Oswald（英語版）. Philosophy and Ordinary Language.
- Hart, H.L.A. "The Ascription of Responsibility and Rights". Proceedings of the Aristotelian Society1949.
- Ryle, Gilbert. The Concept of Mind. New York: Barnes and Noble, 1965.
- -----. Dilemmas.
- Strawson, P.F.. Individuals: An Essay in Descriptive Metaphysics. Garden City, NY: Doubleday, 1963.
- -----. "On Referring". Reprinted in Meaning and Reference, ed. A.W. Moore. Oxford, Oxford University Press: 1993.

John Wisdom, _Other Minds_ 1952, _Philosophy & PsychoAnalysis_ 1953, _ Paradox and Discovery, 1965
- Wittgenstein, Ludwig. Blue and Brown Books
- -----.Philosophical Investigations,  trans. G.E.M. Anscombe. New York: Macmillan, 1953.

## 日常言語学派に関する二次資料
- Passmore, John（英語版）. A Hundred Years of Philosophy, revised edition. New York: Basic Books, 1966. See chapter 18, "Wittgenstein and Ordinary Language Philosophy".
- Soames, Scott. Philosophical Analysis in the Twentieth Century: Volume Two, The Age of Meaning. Princeton, Princeton University Press, 2005.
- Ordinary Language Philosophy: A Reappraisal - edited by Anthony Coleman & Ivan Welty.